# Dazdarevo
Dazdarevo su naseljeno mjesto u sastavu Grada Bijeljine, Republika Srpska, BiH.

## Stanovništvo
| Dazdarevo          |              |
| godina popisa      | 1991.        |
| Srbi               | 429 (98,62%) |
| Muslimani          | 0            |
| Hrvati             | 0            |
| Jugoslaveni        | 1 (0,22%)    |
| ostali i nepoznato | 5 (1,14%)    |
| ukupno             | 435          |